# Contea di Schuyler (Illinois)
La contea di Schuyler ( in inglese Schuyler County ) è una contea dello Stato dell'Illinois, negli Stati Uniti. La popolazione al censimento del 2000 era di 7 189 abitanti. Il capoluogo di contea è Rushville.